# Half-Life (videójáték)
A Half-Life tudományos-fantasztikus belső nézetű lövöldözős (FPS) számítógépes játék, amelyet a Valve Software fejlesztett és a Sierra Entertainment adott ki 1998-ban. A játék a GoldSrc névre hallgató, jelentősen módosított Quake-motorra épül. A játékos Dr. Gordon Freemant, a fiatal elméleti fizikust irányíthatja, aki egy balul sikerült kísérlet káros következményeit igyekszik megszüntetni. A játékot először Microsoft Windowst futtató PC-kre adták ki, később átírták Linux, Mac OS X, Sony PlayStation 2 és Sega Dreamcast videójáték-konzolra is, noha az ez utóbbira készült verziót hivatalosan soha nem adták ki. Egy 99%-ban elkészült dreamcastos verzió azonban kikerült az internetre, és azóta széles körben elterjedt.
A kritikusok a Half-Life-ot mély történetvezetése miatt emelik ki, mely hatással volt a későbbi évek FPS-einek fejlődésére is. Egyike volt az első játékoknak, amelyek történetüket teljes egészében játék közben, valós időben, átvezető animációk nélkül bontották ki. A Half-Life az ellenségeket mozgató, kifinomult mesterséges intelligenciájáról is ismert. Sikerét utóbb olyan kiegészítők folytatták, mint az Opposing Force és a Blue Shift, továbbá olyan modok, mint például a Counter-Strike, a Team Fortress Classic és a Day of Defeat, nem beszélve a folytatásról, a Half-Life 2-ről. Az eredeti játék több mint kilencmillió példányban kelt el 2008-ig.

## Egyjátékos mód
|  | Alább a cselekmény részletei következnek! |

A játék a kietlen Új-Mexikóban, a fiktív Black Mesa Kutatóintézet (Black Mesa Research Facility) jelentős részben föld alatti épületkomplexumában játszódik, mely sok vonatkozásban emlékeztet az amerikai Los Alamos Nemzeti Laboratóriumra és a harci repülőgépeket fejlesztő titkos bázisáról ismert 51-es körzetre is, a kézikönyv és a rejtett utalások alapján valamikor 2000 és 2009 között, egy májusi napon. A játék főhőse Gordon Freeman elméleti fizikus, aki a játék kezdetén a rendellenes anyagokat vizsgáló kutatólaborba indul reggel 8 óra 47 perckor. Kollégáival egy titokzatos eredetű és rendkívül instabil anyagot készülnek megvizsgálni az antianyag-spektrométerrel. Abban a pillanatban, ahogy a vizsgálat megkezdődik „kényszerrezgés-gerjedés” (resonance cascade) következik be: a spektrométer felrobban, a beinduló láncreakció szétszakítja a dimenziókat elválasztó közeg szövetét, így egy Xen nevű dimenzióból származó idegen lények teleportálnak a laborba. Freeman elveszíti az eszméletét, és csak később tér magához.
Mikor magához tér, romokat és halottakat talál csak. Még életben lévő kollégái (a Half-Life 2 története alapján Dr. Eli Vance) arra kérik, hogy induljon a felszínre és kérjen számukra segítséget – minden kommunikáció megszakadt a külvilággal és Freemannek speciális védőöltözete (HEV Mark IV) van, amely segíthet a küldetés teljesítésében. Útja során a romokban heverő kutatóközpont akadályai mellett az idegen világból ideteleportált lényekkel is fel kell vennie a harcot. Hamarosan kénytelen azzal is szembesülni, hogy az amerikai hadsereg különleges osztaga (Hazardous Environment Combat Unit) is a helyszínre ért, de nem azért, hogy megmentsenek bárkit is, hanem hogy végezzenek az idegenekkel és likvidálják az összes tudóst és biztonsági őrt, akik nemzetbiztonsági szempontból túl sokat tudnak. Freeman megtudja kollégáitól, hogy a bázis átellenes oldalán, a Lambda Komplexumban tudósok egy csoportja elbarikádozta magát, és a helyzet megoldásán dolgozik. Az odajutás nem túl egyszerű: többek között be kell indítania egy régi rakétateszt-silót, hogy végezzen egy hatalmas, csápszerű idegen lénnyel, ősrégi földalatti vasúthálózaton keresztül utazva ki kell lőnie egy műholdat a dimenziókapu bezárása érdekében, majd fekete ruhás bérgyilkosokkal kell hadakoznia. A katonák, akik eddigre már szabályosan vadásznak Freemanre, végül elkapják őt, és egy szemétmegsemmisítőbe dobják. Sikerül megmenekülnie, és Black Mesa régi területére ér, ahol szembesül azzal, hogy a tudósok már régóta visszajáró vendégek a Xen dimenzióban, ahonnét az egész balesetet származó kristályt és különféle lényeket is magukkal hozták.
A felszínre érve háborús övezetbe csöppen, ahogy a katonaság nehézfegyvereket vet be az egyre erősebb hullámokban támadó idegenekkel szemben. Mivel alulmaradni látszanak, a katonák visszavonulót fújnak, és helyette légicsapásokba kezdenek. Freeman ennek ellenére is képes átverekedni magát az összeomlóban lévő bázison, és eljut a Lambda Komplexumba. Beindítja az atomreaktort, majd találkozik kollégáival, akik közlik vele, hogy ez az üzem rejti a teleportot, amelynek segítségével lehetővé válik a Xenre utazás. Gordonnak oda kell mennie, ugyanis az általa korábban kilőtt műhold nem váltotta be a reményeket. Egy idegen entitás ugyanis a túloldalon nyitva tartja a dimenziókaput, ezért vele kell végezni, egyszer és mindenkorra.
A Xenen Freeman a korábbról már ismert lényekbe botlik, valamint halott, HEV-öltözetes tudósokba. Útja során megöli Gonarch-ot, az óriás lényt, majd egy üzembe jut, ahol az idegenek már készülnek csapataik gyártásával a Föld inváziójára. Egy hatalmas teleportba lépve végül találkozik Nihilanth-tal, az idegenek vezetőjével, akit gyenge pontja megtalálása után sikeresen megöl.
Ébredése után fegyvertelenül, védőruha nélkül találkozik G-Mannel, a rejtélyes öltönyös-aktatáskás fickóval, aki a játék során többször felbukkant, mint az események passzív szemlélője és néha befolyásolója. Elmondja Freemannek, hogy lenyűgözte a teljesítménye, és hogy "munkaadói" hozzájárultak ahhoz, hogy teljesítményének elismeréseképpen felajánljanak számára egy munkát. Freeman egy teleportgömbbe lép, elfogadván az ajánlatot, és G-Man hibernálja őt. Alternatív befejezésként, ha Freeman mégse lépne a gömbbe, G-Man idegenek közé teleportálja őt, akik ellen nem veheti fel a harcot, és a játék negatív befejezéssel ér véget.

### Tulajdonságok
A játék cselekményét eredetileg az Id Software által létrehozott Doom és Quake számítógépes játékok, Stephen King A köd című novellája és a Végtelen határok (The Outer Limits) televíziós sorozat „The Borderland” című epizódja inspirálták. Ezt fejlesztette tovább a Valve saját írója és alkotója, Marc Laidlaw, az Egyesült Államokban sikeres sci-fi regények írója. Azonban az egyjátékos mód legmérvadóbb aspektusa nem maga a cselekmény, hanem az, ahogyan az kibontakozik a játékos előtt.
A játék a történetet a játékmenetbe illesztett jelenetek segítségével adja elő az egységes élményt megszakító bejátszások helyett. E szkriptelt jelenetek sora a fő cselekményfordulatok – mint például a „resonance cascade” – megjelenítésétől tragikus momentumokig (rejtőzködő tudósok hirtelen halála) és a játékost instrukciókkal ellátó „dialógusokig” terjed. Az effajta megjelenítés szándékolt célja, hogy növelje a játékos beleélését és az egységes élmény megteremtésével ébren tartsa érdeklődését.
A Valve más eszközöket is bevet a játékélmény növelése érdekében, így többek között a játékos sohasem hallja vagy látja önmagát (a párbeszédek valójában a beszélgetőtársak monológjai, akik úgy veszik, mintha Gordon mindig a megfelelő modorban válaszolna), és a játékos szinte soha nem veszti el Gordon irányítását, még a szkriptelt jelenetek alatt sem. A játékos ilyen mértékű bevonása a játékmenetbe erős kontrasztban áll a bejátszásos (cutscene) megoldásokkal, ahol a bejátszások gyakran hirtelen változást harangoznak be a korábbi cselekményhez képest. A HL pályáit kis szekciókra is darabolták, hogy minimalizálják az egyébként gyakran hosszúra nyúló betöltési időt.

### Fegyverek
A Half-Life-ban tizennégyféle fegyver áll a játékos rendelkezésére, mind az egyjátékos, mind a többjátékos módban. A kiegészítőben, az Opposing Force-ban több új fegyver is szerepet kap. Sok, a Half-Life-fal foglalkozó kritika kiemeli a fegyverek ragyogó funkcionalitását és használhatóságát. Minden fegyver sebzése más és más, egyik sem felesleges vagy túlságosan erős; mindegyiknek megvan a maga előnye adott szituációban. A fegyverek a HL-ben (magában a játékban, a kiegészítések nélkül):
- Feszítővas (crowbar): Egyszerű közelharci fegyver, mely mára már szinte elválaszthatatlan jelképe lett Gordon Freemannek és a Half-Life-nak.
- Pisztoly (GLOCK 17, Beretta 92F/FS pisztoly a High Definition packben): Az első és legegyszerűbb lőfegyver. Pontos célzást tesz lehetővé és lövésenként többet sebez, mint az MP5-ös, de hátránya, hogy kicsi a tűzgyorsasága, ezért érdemes gyenge célpontok, például fejrákok vagy lézeres aknák (laser trip mine) ellen bevetni. Víz alatt is használható. Az elsődleges tűz minden lövésnél pontos; a másodlagos gyorsabb, de kevésbé pontos. Mesterlövész-fegyverek hiányában a türelmesebb játékosok gyakran arra is használják a GLOCK 17-est, hogy távolról elimináljanak célpontokat, mivel a legtöbb ellenség nem tud nagyon messziről támadni.
- .357 Magnum (Colt Python revolver): Rendkívül erős és pontos fegyver; hattöltényes tárral rendelkezik. Hosszú az újratöltési ideje. Érdemes az ellenfelek egyetlen lövéssel, távolból való elpusztítására használni. Többjátékos módban a másodlagos funkciója ráközelít a célra.
- Gépkarabély (Heckler & Koch MP5, M16A1 gyalogsági gépfegyver a High Definition packben): Közelharcra kiváló. Tűzgyorsasága igen nagy, amely kompenzálja gyenge sebzését és pontatlanságát. Másodlagos funkcióban becsapódáskor robbanó gránátot bocsát ki.
- Sörétes puska (shotgun; Franchi SPAS-12): Közeli célpontokon súlyos sebet ejt, de távolra gyenge a nagy szórása miatt. A teljes újratöltés sok időt vesz igénybe. Másodlagos funkcióban kétszeres töltetet lő.
- Nyílpuska (crossbow): Mesterlövészfegyver nagy sebzéssel és pontossággal, de alacsony tűzgyorsasággal és hosszú újratöltési idővel. Akárcsak a pisztoly, a nyílpuska is működik víz alatt. A másodlagos funkció a célra közelít. Többjátékos módban a nyílpuska másképp működik: robbanó nyilakat lő.
- Darázsvető (hornet gun; idegen fegyver): élő „darazsak” állandóan „újratöltődő” fészke; ugyanezt használják az alien gruntok is. Elsődleges üzemmódban legfeljebb 8 darazsat vet, melyek meg tudnak támadni szegletek mögött rejtezkedő, nem látható ellenségeket is. Másodlagos üzemmódban egyenesen repülő, nem célkövető darazsakat lő, amelyek gyorsabban repülnek és nagyobb tűzgyorsasággal, mint a célkövetők.
- Rakétavető (ATGM-4000 RPG Launcher): Rakétája komoly sérüléseket és károkat okozva robban. Másodlagos funkcióban célkövető és nem célkövető üzemmódok között vált. Egyszerre egy rakéta lehet betöltve, és legfeljebb öt másik tartalékban.
- Gluon (Egon) gun: Ez a kísérleti fegyver hasonlóan néz ki és működik, mint az, amelyet a Szellemirtók című film szereplői használnak. Rendkívül erős sebzésű, de rengeteg értékes lőszert fogyaszt.
- Gauss gun: Ez a másik kísérleti fegyver; nagy tűzsebességgel a falakról is visszaverődő tau-részecske-nyalábokat vet. Másodfunkcióban a fegyver feltöltődik, és erősebb nyalábot vet, amely áthatol a vékonyabb falakon is, használóját pedig az ellenkező irányba löki. A visszarúgás szándékosan túlméretezett Többjátékos-módban, így a játékos, ha a másodfunkció használatával a padlóba lő, nagyon magasra „ugorván” rejtett helyeket fedezhet fel, és elmenekülhet ellenfelei elől. Ha a fegyver túl sokáig pörög feltöltve, túltöltődik és kárt okoz használójában.
- Kézigránát: repeszgránát, mely elhajítása után néhány másodperccel robban.
- Lézeres akna (laser trip mine): Nagyot robbanó aknaszerű, falra illeszthető eszköz. Akkor robban, ha sérülés éri, vagy valami/valaki áthatol az általa kibocsátott lézersugáron.
- Táskabomba (satchel charge): Durva robbanószerkezet, amely rövid távolságra eldobva akkor robban fel, ha a játékos megnyomja a tüzelés-gombot. Másodfunkcióban a játékos több táskabombát is elszórhat, majd egyszerre robbanthatja fel őket.
- Snarkok (idegen fegyver): Apró, de agresszív lények, melyek üldözőbe veszik, gyötrik és harapdálják céljukat, míg pár másodperc után – vagy ha lelövik őket – fel nem robbannak. Ha nem találnak ellenséges célpontot, az őket elszabadító játékos ellen fordulnak. Többek között rejtőzködő ellenfelek kiugrasztására alkalmas.

Mindezen felül, a hosszú ugrás modul segítségével növelni lehet az ugrások távolságát és sebességét. Az így megnövelt mozgékonyságnak köszönhetően könnyebb elmenekülni az esetleges szorult helyzetekből és elérhetővé válnak távoli platformok is. Bizonyos helyeken csak ennek segítségével lehet továbbjutni.
|  | Itt a vége a cselekmény részletezésének! |

## Fejlesztés
A Half-Life volt a Washington állambeli Kirkland központú Valve Software játékfejlesztő cég első terméke, mely utóbbit 1996-ban a Microsoft két korábbi dolgozója, Mike Harrington és Gabe Newell alapított. Úgy döntöttek, készítenek egy félelmetes 3D-s akciójátékot, és megvásárolták a Quake motorjának használati jogát az Id Software-től. A Valve végül nagymértékben módosította a motort, például vázanimációt (skeletal animation) és Direct3D-támogatást épített bele. A cég először nehézségekbe ütközött, nem talált kiadóra, mert sokan úgy gondolták, projektjük túl ambiciózus egy olyan stúdió számára, amely épp csak újonc a videójáték-iparban. A Sierra Entertainment már rég szeretett volna egy 3D-s akciójátékot, főleg olyat, amelyik Quake-motoron alapszik, így szerződést kötött velük egy játékra.
A játék kódneve a fejlesztés alatt „Quiver” volt. Gabe Newell egy interjú alkalmával elmondta, hogy a Half-Life nevet (mely magyarul „felezési időt” jelent) azért választották, mert érzelmileg rávezet a játék témájára, nem klisészerű, és vele együtt adta magát a görög λ (lambda) szimbólum, mely a felezési időt leíró egyenletben a bomlási állandó jele.
A Half-Life először 1997 elején jelent meg a nagyközönség előtt, az az évi Electronic Entertainment Expo (E3) egyik nagy durranása volt; a készítők főleg az animációra és a játék mesterséges intelligenciájára hívták fel a figyelmet. A Valve alkalmazta a tudományos-fantasztikus regényeket író Marc Laidlaw-t 1997 augusztusában, hogy segítsen a játék szereplői és a pályák megjelenésének kidolgozásában. A Half-Life-ot eredetileg 1997 végén akarták piacra dobni a Quake II konkurenseként, de végül a Valve elhalasztotta a megjelenést, mert úgy találta, jelentős átdolgozásra szorul a játék. A megjelenést megelőző évben a stúdió teljesen újraalkotta a mesterséges intelligenciát és a pályákat. Az 1998-as E3-on a „legjobb PC-s játék” és a „legjobb akciójáték” kategóriákban megkapta a játékkritikusok díját, a Game Critics Award-ot. 1998-ban többször elhalasztották a megjelenési időpontot, mígnem az év novemberében megjelent a Half-Life.
A megjelenés előtt két hivatalos demót adtak ki. A Day One csak bizonyos videókártyák tulajdonosainak járt referenciaként, az Uplink pedig nyilvános demó volt, főként a fegyverzet és a mesterséges intelligencia demonstrálása volt a cél. Ebben a változatban olyan pályaelemek is találhatóak, melyek a végleges játékból kimaradtak.

### Portolások
A Half-Life-ot 2001-ben portolta át PlayStation 2-re a Gearbox Software. Alapos módosítások érték mind a karaktermodelleket, mind a fegyvereket, fejlesztették és kibővítették a pályákat és a térképeket. Ráadásként egy kooperatív kiegészítés is helyet kapott a csomagban Half-Life: Decay címen. Ez utóbbiban egyetlen játékos a két karakter között folyamatosan váltogatva, vagy két játékos egyszerre, osztott képernyőn két női tudós, dr. Gina Cross és dr. Colette Green szempontjából nézve élhette át a Black Mesában történteket.
Gyakorlatilag elkészültek a Sega Dreamcastre és Apple Macintosh-ra készült verziók is, de soha nem kerültek kereskedelmi forgalomba.
2013. január 25-én megjelent Linux és Mac OS X rendszerekre.

#### A Dreamcast-verzió
Noha soha nem jelentették meg hivatalosan, a Dreamcastre készült, teljesen játszható verzió letölthető volt az internetről; tartalmazza a Half-Life-ot és a Blue Shiftet, mindkettőt High-Definition packben (utóbbi erről a portról terjedt el), de képfrissítése némileg egyenetlen – noha soha nem a játszhatatlanságig –, és az áttöltési idők hosszabbak (körülbelül 10 másodperc, míg egy átlagos PC egy új szakaszt másfél másodperc alatt betölt); a mentéssel is gondok vannak.
A játék támogatja az egeret és billentyűzetet, ha a felhasználó azt választja a gamepad helyett. A gamepad használatával történő játék esetén a könnyebb célzás érdekében, ha az ellenség a játékos látómezejének középpontja közelébe kerül, a célkereszt automatikusan rátart. A billentyűzetkiosztás/irányítás variálható; nincs többjátékos-mód, és nem lehet „szelídebb”, azaz kevésbé véres megjelenítést beállítani. Azonban bizonyos jelszavak bevitelével érdekes cheatek aktiválhatók, például az „Otis Loves Dreamcast” isten-módot ad, a „Fear and Gravity” rögtön Xenre ugrik a Half-Life-ban, és a „Barney Goes To Work” átugorja a Blue Shift intróját.

### Half-Life Uplink
A Half-Life: Uplink a Half-Life 1999-ben kiadott demó változata. A Half-Life: Day One-nal ellentétben az itt bemutatott helyszínek és jelenetek nem jelentek meg a Half-Life-ban. A játékos itt is Gordon Freemant irányítja.

### További fejlesztések
A Half-Life folytatása, a Half-Life 2 csupán mendemonda volt a 2003. májusi E3-ig, de az erős bemutatkozás azonnal a mindaddig talán leginkább várt játékká tette. A játékos újra Gordon Freeman szerepét veszi magára, immár a kelet-európai „City 17” disztópiájában, jó néhány évvel a Black Mesában történt katasztrófa után, hogy az idegen uralom elleni lázadás részeseként harcoljon. Több ellentmondásos esemény és halogatás után 2004. november 16-án adták ki.
Hogy első kézből megtapasztalja, mi teendői is akadnának az új motorral dolgozó moddereknek, a Valve a Half-Life-ot (Half Life: Source) és a Counter-Strike-ot átportolta új Source-motorjára. A Half Life: Source egy-az-egybeni átportolás, nincs benne semmilyen új tartalom és nem is a Blue Shift High Definition Packjével fut; azonban kihasználja az új motor vertex és pixel shadereinek előnyét a jobb vízeffektek érdekében, nem beszélve a realisztikusabb fizikáról. A Half-Life 2 sok más előnyös tulajdonságát is hozzáadták, beleértve a fejlett dinamikus lightmap-, vertex map- és shadowmap-rendszert, mely tisztább és nagyobb felbontású képeket eredményez, specular texture- és normal-mapeket, render-to-texture szórt árnyékok felhasználását és fejlesztett skybox-technikát a régi 16 bites bitmap képekkel megjelenített éghez képest. Újratervezték a nyílpuskát is, mely már képes akár a célba vett ellenséget a falhoz is szegezni. A Half-Life: Source-ot a Half Life 2 különleges kiadásaiban dobták piacra. A Day of Defeat Source-os verziója 2005. szeptember 26-án jelent meg.
2005. június 10-én jelentette be a Valve steames hírszolgálatán keresztül a Half-Life többjátékos Deathmatch-ének átportolását, ami később a Half-Life 2: Episode One mellé csomagolva jelent meg.
2020 elején elkészült a Black Mesa névre hallgató játék, a Valve jóváhagyásával, amelynek egy teljes körű remake-je lett a játéknak Source motor alatt, azt jelentős mértékben kibővítve. Március elején jelent meg a fejlesztők által „késznek” nevezett, 1.0-ás változat, de a munka folytatódik tovább ezután is. A végső cél az 1.5-ös verzió (Definitive Edition) lesz, amely Steam workshop támogatást, hibajavításokat és tovább polírozott pályákat fog tartalmazni.
A legutolsó hivatalos folytatás, a "Half-Life: Alyx", 2020 márciusában jelent meg.

## Fejezetek
1 – Black Mesa Inbound
2 – Anomalous Materials
3 – Unforeseen Consequences
4 – Office Complex
5 – ,,We've Got Hostiles"
6 – Blast Pit
7 – Power up
8 – On A Rail
9 – Apprehension
10 – Residue Processing
11 – Questionable Ethics
12 – Surface Tension
13 – ,,Forget About Freeman!"
14 – Lambda Core
15 – Xen
16 – Gonarch's Lair
17 – Interlooper
18 – Nihilanth

## Zene
A Half-Life zenéjét Kelly Bailey szerezte.
Számlista:
| - 1. „Adrenaline Horror” – 02:09 - 2. „Vague Voices” (Black Mesa Inbound) – 02:11 - 3. „Klaxon Beat” – 01:00 - 4. „Space Ocean” (Echoes of a Resonance Cascade) – 01:36 - 5. „Cavern Ambiance” (Zero Point Energy Field) – 01:39 - 6. „Apprehensive Short” – 00:23 - 7. „Bass String Short” – 00:08 - 8. „Hurricane Strings” (Neutrino Trap) – 01:33 - 9. „Diabolical Adrenaline Guitar” (Lambda Core) – 01:44 - 10. „Valve Theme [Long Version]” (Hazardous Environments) – 01:22 - 11. „Nepal Monastery” – 02:08 - 12. „Alien Shock” (Biozeminade Fragment) – 00:36 - 13. „Sirens in the Distance” (Triple Entanglement) – 01:12 - 14. „Nuclear Mission Jam” (Something Secret Steers Us) – 02:00 | - 15. „Scared Confusion Short” – 00:16 - 16 „Drums and Riffs” (Tau-9) – 02:03 - 17 „Hard Technology Rock” – 01:40 - 18 „Steam in the Pipes” (Negative Pressure) – 01:55 - 19 „Electric Guitar Ambiance” (Escape Array) – 01:24 - 20 „Dimensionless Deepness” (Dirac Shore) – 01:24 - 21 „Military Precision” – 01:20 - 22 „Jungle Drums” – 01:49 - 23 „Traveling Through Limbo” (Singularity) – 01:17 - 24 „Credits / Closing Theme” (Tracking Device) – 01:39 - 25 „Threatening Short” (Xen Relay) – 00:37 - 26 „Dark Piano Short” – 00:17 - 27 „Sharp Fear Short” – 00:08 |

## Kiegészítések
Két kiegészítő csomagot jelentetett meg a Gearbox Software fejlesztőcég a PC-s verzióhoz: az egyik az 1999-es Half-Life: Opposing Force, a másik a Half-Life: Blue Shift. Az előbbi a Half-Life cselekményvonalának Black Mesa-beli eseményeihez viszi vissza a játékost, de most a baleset következményeinek eltüntetésére érkezett amerikai tengerészgyalogosok szemszögéből élhető át a pusztítás. Újabb fegyverek, mint a M249 SAW könnyűgéppuska és egy kézre illeszthető barnacle, azaz egy ragadós nyelvű, eredetileg plafonon csüngő lény, újabb nem-játékos karakterek, barátságosak és ellenségesek egyaránt (Otis, a biztonsági őr és az X-faj egyedei) és a komplexum korábban nem látott, új területei kapnak szerepet a játékban. A kiegészítés rövidebb, mint maga a Half-Life, 11 fejezetből áll az utóbbi 17 fejezetével szemben.
A Blue Shiftben harmadszor élhető át a Black Mesa katasztrófája, ez alkalommal az intézet egyik kék ruhás biztonsági őre szerepében. A kiegészítés eredetileg a dreamcastos verzió bónuszküldetése lett volna. A Blue Shift a szabadon választható ún. High Definition Packkel együtt jött ki, amely át tudta alakítani a Half-Life, az Opposing Force és az új Blue Shift kinézetét. Növelték a modellek poligonszámát és a textúrák részletességét, és némileg változtattak a hangokon, legészrevehetőbben a sörétes puskáén. A Blue Shiftben az Opposing Force-hoz képest kevés volt az új tartalom: néhány új modellen – felsőkabát nélküli tudósok és biztonságiak, Otis és dr. Rosenberg – kívül mindenfajta tartalom már jelen volt a Half-Life-ban is.
A Half Life: Decay a PlayStation 2-re portolt Half-Life-hoz a Gearbox által készített kiegészítő; kooperatív játékmenetet tartalmaz, mely során a két játékos együtt old meg feladatokat és pusztít ellenségeket.
2000-ben Half-Life: Platinum Pack címen megjelent egy gyűjtemény, amely a Half-Life, a Counter-Strike, a Team Fortress Classic és a Half-Life: Opposing Force játékokat tartalmazza. A csomagot 2002-ben Half-Life Platinum Collection és Half-Life: Generation címen újra kiadták. Ezek az új verziók a Half-Life: Blue Shift kiegészítőcsomagot is tartalmazzák, illetve steames kiadásban a Day of Defeat, a Ricochet és a Deathmatch Classic is helyet kapott. 2005-ben Half-Life 1: Anthology címen újabb gyűjtemény jelent meg, amely a Half-Life, a Half-Life: Opposing Force, a Half-Life: Blue Shift és a Team Fortress Classic steames kiadását tartalmazza.

## Modok
1998-as megjelenése óta – nem kis részben a Valve támogatásának és biztatásának hatására – szívesen dolgoznak a Half-Life-fal a független játékfejlesztők. A játék készítése során használt pályaszerkesztőt, a Worldcraftot a játékkal együtt adták. Voltak olyan tervek, hogy a Worldcraft önállóan is megvásárolható lesz majd, bár ez utóbbira nem került sor. A Valve egy szoftverfejlesztő-csomagot is kiadott, lehetővé téve a fejlesztők számára, hogy átalakítsák a játékot és modokat készítsenek; mindkét eszközt korszerűsítette az 1.1.0.0 verziójú patch. Sok kisegítő eszközt, többek között textúra-, modell- és pályaszerkesztőket készítettek vagy tettek alkalmassá arra, hogy a Half Life-on lehessen dolgozni velük.
Nyilvános a Half-Life MOD készítéséhez szükséges részének forráskódja valamint a különféle segédeszközök (például pályák árnyékainak kiszámításához szükséges segédeszközök, textúracsomagolók, modell konvertálók) forráskódja is, és emezt is felhasználták sok mod készítéséhez, például a rendkívül népszerű multiplayer modhoz, a Counter-Strike-hoz. Egyéb népszerű multiplayer modok: Natural Selection (NS), Team Fortress Classic (TFC), The Specialists, Day of Defeat (DoD), Deathmatch Classic (DMC), Action Half-Life, Firearms. A TFC-t és a DMC-t maga a Valve fejlesztette. Egyéb modok, mint például a Counter-Strike, a Specialists és a Day of Defeat, melyek független fejlesztők (modderek) keze nyomán jöttek napvilágra, később segítséget kaptak a Valve-től. Sok egyjátékos modot is készítettek, a legfontosabbak: They Hunger (1999-2001; túlélő-horror trilógia, mely teljesen különbözik az eredeti játéktól [teljes konverzió]), Poke 646 (2002; az eredeti Half-Life történetének folytatása fejlettebb grafikával), USS Darkstar (1999; egy zoológiai kutatóűrhajó fedélzetén játszódó futurisztikus akciókaland) és Half Life: Absolute Redemption (2000; négy új fejezet Gordon Freemannel és újabb találkozás a G-Mannel).
Néhány Half-Life modot önálló játékként is árusítanak; a Counter-Strike négy különböző kiadásban jelent meg (köztük az egyjátékos módot is tartalmazó Counter-Strike: Condition Zero). A Gunman Chronicles-t és a Day of Defeatet is kiadták önállóan.
A Gunman Chronicles, ami egy futurisztikus westernfilmszerű teljes konverzió, önálló játékként került ki a Rewolf software kezei közül és a Half-Life motorját használta. Viszont pár perces munkával, könnyen be lehetett hozni az eredeti Half-Life alá, mint MOD, habár néhány apróbb hibával.